# Fehl-Ritzhausen
Fehl-Ritzhausen est une municipalité de la Verbandsgemeinde de Bad Marienberg, dans l'arrondissement de Westerwald, en Rhénanie-Palatinat, dans l'ouest de l'Allemagne. La localité est traversée par la rivière Nister qui est un tributaire de la rivière Sieg.